# Erste Apokalypse des Jakobus
Die Erste Apokalypse des Jakobus, (1Apc)Jac, ist eine pseudepigraphische, apokryphe und gnostische Schrift mit „deutlicher Nähe zu den Valentinianern“, die wahrscheinlich im 3. Jahrhundert entstand. Der in der Bibel erwähnte Apostel Jakobus ist also nicht der Verfasser. Es existieren zwei inhaltlich sich unterscheidende koptische Versionen: eine recht gut erhaltene im Codex Tchacos (CT) und eine stärker beschädigte unter den Nag-Hammadi-Schriften (NHC V,3). Bei beiden geht es v. a. um das persönliche Schicksal des Jakobus und die Bewältigung des Leidens.

## Sprache, Verfasser, Datierung
Die Texte liegen im sahidischen Dialekt des Koptischen vor. Ursprünglich waren sie mit hoher Wahrscheinlichkeit Griechisch geschrieben. Der Verfasser bzw. die Verfasserin ist unbekannt. Die uns überlieferten Handschriften aus dem 4. Jahrhundert gehen entweder auf unterschiedliche griechische Originale zurück oder sie verdanken sich einem innerkoptischen Überlieferungsprozess, der auch eine andere theologische Ausrichtung mit sich brachte. Üblicherweise rechnet man mit einer Entstehung frühestens Ende des 2. Jahrhunderts, eher aber in der 1. Hälfte des 3. Jahrhunderts, Die Schrift enthält valentinianische Elemente, die unterschiedlichen Versionen sprechen auch für eine gewisse Wirkungsgeschichte, somit ist das 3. Jahrhundert als Entstehungszeit wahrscheinlich.
Die Schrift erwähnt Addai(os), das deutet auf einen syrischen Hintergrund, dafür sprechen auch judenchristliche Elemente. Die literarische Gattung ist nicht einfach zu bestimmen. Zwar ist die "Apokalypse" in NHC V,3 am Anfang und am Schluss als „Apokalypse des Jakobus“ bezeichnet ist, im CT aber nur am Schluss mit „Jakobus“ unterschrieben. Obwohl „Jesus“ Zukünftiges offenbart, geht es nicht um die Welt als ganze wie etwa in der biblischen Apokalypse des Johannes.
Die Schrift gehört zur frühchristlichen Jakobusliteratur wie der neutestamentliche Jakobusbrief, die Pseudoclementinen, das Protevangelium des Jakobus, ein Fragment des Hebräerevangeliums, sowie die zweite Apokalypse des Jakobus und Epistula Jacobi („Brief des Jakobus“) auch Das Apokryphon des Jakobus genannt, die aus Nag Hammadi bekannt sind. Nach Clemens von Alexandrien gilt Jakobus als herausgehobener Empfänger der Offenbarung und wurde vor allen anderen Aposteln in als Bischof in Jerusalem eingesetzt. Jakobus spielt in der kanonisierten Literatur eine viel kleinere Rolle als in der patristischen Literatur. In dieser Schrift kommen jedoch kaum judenchristliche Elemente vor, außerdem wird ein Bruderverhältnis zwischen Jesus und Jakobus verneint.

## Inhalt
Hauptthema ist das persönliche Ergehen des Jakobus bzw. sein Leiden. Dieses steht in einer gewissen Analogie zum Leiden Jesu, ohne aber erlösende Bedeutung zu haben. Sein Martyrium und der anschließende Aufstieg in den Himmel dient dazu, die Macht der Archonten zu überwinden. Dies kann man als Vorbild oder Anleitung für die Gnostiker sehen, das Leiden ebenfalls zu bewältigen. Die Belehrungen Jesu an Jakobus gelten der gnostischen Leserschaft. Der Verfasser hat das Berichtete um die Passion Jesu herum platziert.
1. Teil
- Titel in NHC V,3: „Die Apokalypse des Jakobus“
- Gespräch zwischen Jesus und Jakobus in der Karwoche
- Verabschiedung Jesu. Jakobus hört vom Leiden Jesu; er trauert und verharrt (wartend) im Gebet

2. Teil
- Erscheinung des Herrn Jesus nach seiner Auferstehung
- Zurechtweisung der Jünger durch Jakobus. Konflikt in Jerusalem.
- Nur in CT überliefert: Gefangennahme, Prozess und Steinigung des Jakobus
- Subscript im CT: „Jakobus“; in NHC: „Die Apokalypse des Jakobus“